# Desroches
Desroches (fr. Île Desroches) – największa wyspa w Amirantach, w grupie Wysp Zewnętrznych na Seszelach. Wyspa leży 230 km na południowy zachód od Mahé – głównej wyspy Seszeli, ma 6,2  km długości i powierzchnię lądu 3,24 km². Na obwodzie wyspy znajduje się 15-kilometrowa plaża.
Na wyspie znajduje się Port lotniczy Desroches (ICAO: FSDR).